# Manzoor Hussain Atif
Manzoor Hussain Atif (urdu منظور حسین عاطف; ur. 4 września 1928 w Gujracie, zm. 8 grudnia 2008 w Islamabadzie) – pakistański hokeista na trawie. Trzykrotny medalista olimpijski.
Występował w obronie. Brał udział w czterech igrzyskach (IO 52, IO 56, IO 60, IO 64), trzy razy zdobywając medale: złoto w 1960 oraz srebro w 1956 i 1964. Z dorobkiem jednego złotego i dwóch srebrnych medali jest jednym z najbardziej utytułowanych pakistańskich hokeistów w historii olimpiad. Po zakończeniu kariery został szkoleniowcem, prowadził reprezentację Pakistanu na trzech igrzyskach: IO 68, IO 76, IO 84, pod jego wodzą kadra wywalczyła dwa złote i jeden brązowy krążek olimpijski. Zwyciężyła także w mistrzostwach świata w 1982.
Później był działaczem krajowej i azjatyckiej federacji hokeja na trawie.